# Digitacalia napeifolia
Digitacalia napeifolia là một loài thực vật có hoa trong họ Cúc. Loài này được (DC.) Pippen mô tả khoa học đầu tiên năm 1968.